# لی‌پو ۱۱۰۲۸۸
سیارک ۱۱۰۲۸۸ (به انگلیسی: 110288 Libai، نامگذاری:2001SL262) صد و ده هزار و دویست و هشتاد و هشتمین سیارک کشف شده‌است که در ۲۳ سپتامبر ۲۰۰۱ کشف شد.